# Olivier Gendebien
Olivier Gendebien (ur. 12 stycznia 1924 w Brukseli, zm. 2 października 1998 w Baux-de-Provence) – belgijski kierowca wyścigowy formuły 1 w latach 1955–1956, 1958–1961 oraz 24h Le Mans w latach 1955–1962. Jeździł w bolidzie Ferrari. Największym sukcesem Gendebiena jest czterokrotne zwycięstwo w wyścigu 24h Le Mans.